# Karoline Eichhorn
Karoline Eichhorn (Stuttgart, 9 de noviembre de 1965) es una actriz alemana, conocida por interpretar a Charlotte Doppler en la serie de televisión Dark. Ha aparecido en más de setenta producciones en su país desde 1991.

## Filmografía seleccionada

### Cine
| Año  | Título                    | Papel | Notas |
| ---- | ------------------------- | ----- | ----- |
| 1999 | After the Truth           |       |       |
| 2002 | A Map of the Heart        |       |       |
| 2007 | Du bist nicht allein      |       |       |
| 2010 | In the Shadows            |       |       |
| 2010 | The Silence               |       |       |
| 2012 | Die Kirche bleibt im Dorf |       |       |

### Televisión
| Año       | Título          | Papel             | Notas |
| --------- | --------------- | ----------------- | ----- |
| 2005-2007 | Vier gegen Z    |                   |       |
| 2008      | Der Kriminalist |                   |       |
| 2017      | Dark            | Charlotte Doppler |       |